# 柚子胡椒

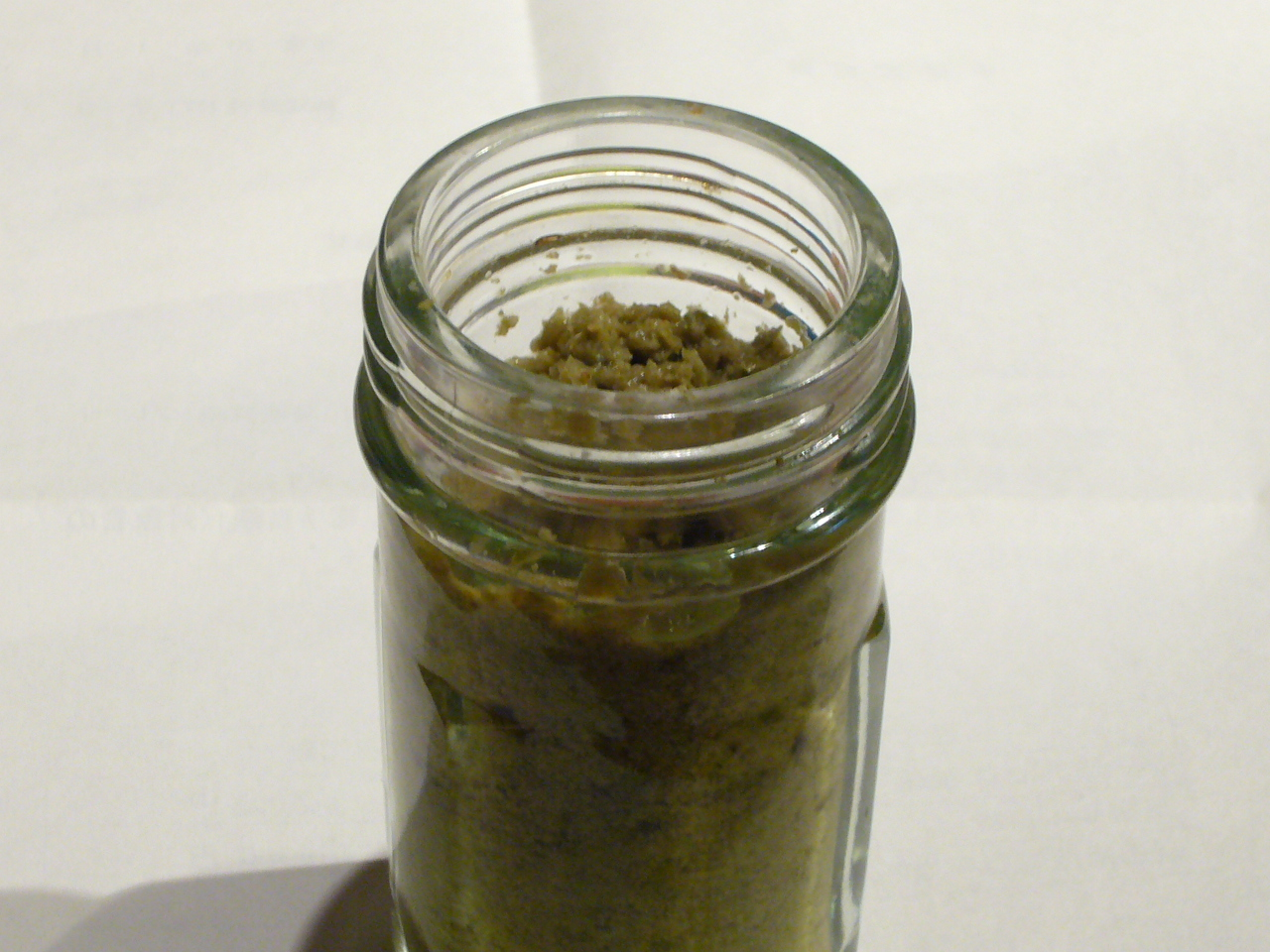
柚子胡椒

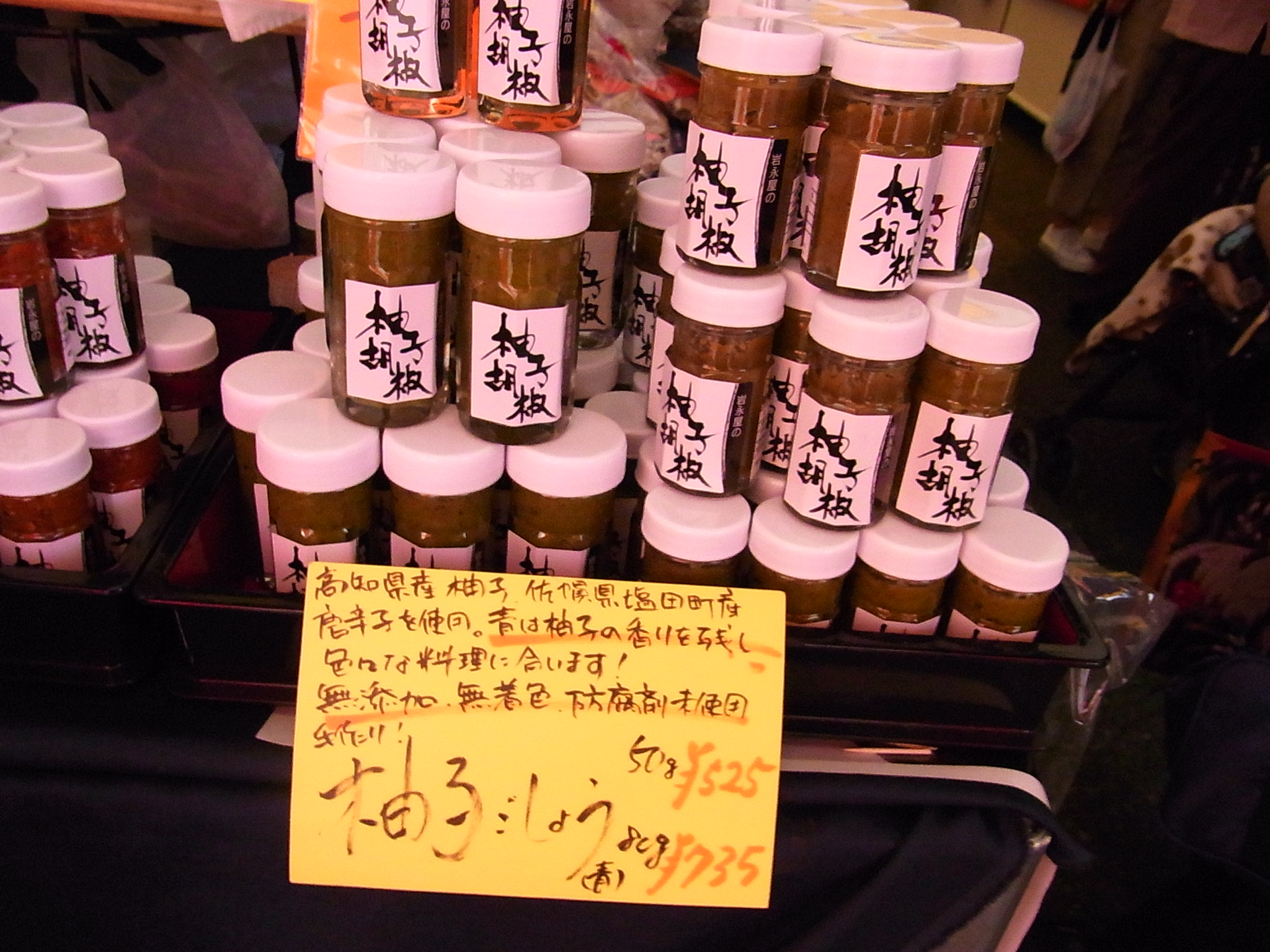
柚子胡椒（2009年10月30日撮影）

柚子胡椒（ゆずこしょう、ゆずごしょう、ゆずごじょう）は、唐辛子とユズとを原料とする調味料の一種。

## 概要
唐辛子を粗刻みにし、ユズの果皮と塩を入れて磨り潰し、熟成させたものである。九州では一般的な調味料として多くの料理で使用される。九州のほか、ユズの産地である徳島県木頭村（現：那賀町）や高知県でも製造されている。
名称の「胡椒」は唐辛子を意味する長崎方言で、ここでは一般的なコショウではなく唐辛子の事を指している。なお、コショウは「洋胡椒」と呼んで区別する。
唐辛子は青唐辛子を用いるのが一般的であるが、佐賀県・長崎県では赤唐辛子のものもあり、青唐辛子よりまろやかである。青唐辛子と青柚子なら緑色、赤唐辛子と黄柚子なら朱色の柚子胡椒に仕上がる。一般的に緑色の物は辛味が強く、赤色の物は香りが強い。地元では鍋料理や味噌汁、刺身などの薬味として用いられるが、他地域に知られるようになってからは、より多様な使い方をされるようになっている。（後述）
発祥は、農林水産省のサイトなどによると旧豊前国の山である英彦山周辺の山伏の保存食とされるほか、大分県日田市天瀬町（旧豊後国日田郡天瀬町等）とする説など、福岡県と大分県に跨る英彦山近隣を発祥地とする説が存在している。福岡県田川郡添田町（旧豊前国）では経済産業省所管の法令に基づいて地域産業資源として指定されている。柚子胡椒の商品としての販売は、福岡県田川郡添田町の会社によって1950年（昭和25年）から行われている。
大分県日田市では、津江地域（旧前津江村、中津江村、上津江村）を中心に柚子の栽培が盛んであり、旧天瀬町や津江地域では古くから家庭で柚子胡椒が作られていたとされる。
九州で主に使われていたが2000年代に入り全国的な知名度が向上し、一般的なスーパーなどでも販売されるほどになった。

## 製造例
1. 青い柚子の皮を薄くむき、細かくみじん切りにする。柚子の実は後ほど使用。
2. 種を取り除いた青唐辛子を、細かくみじん切りにする。
3. すり鉢で、みじん切りにした青唐辛子と柚子の皮をすりつぶす。完全にすりつぶさないことで風味を活かす。
4. 塩を加え、味を調える。また、柚子の実の部分を搾った果汁を適量加える。
5. 消毒済みのビンや密閉容器などに移し、冷蔵庫で保存する。

- 唐辛子については、青唐辛子の代わりに赤唐辛子を使用することもある。一般に青唐辛子を使う場合は青い柚子の皮を、赤唐辛子を使う場合は黄色い柚子の皮を使用する。

上記の作り方の場合、日持ちは塩加減に依存する。通常は少量ずつ作り、1週間程度で使い切ることを想定している。

## 利用
和風の鍋料理や汁物をはじめ、刺身、天ぷら、焼き鳥、豆腐などの和風料理の薬味として用いられることが多い。また、九州以外の地域で入手が容易になったこともあり、たとえば、スパゲティ、サラダドレッシング、豚カツ、ラーメン、焼売などのさまざまな料理に用いられるようになっている。
加工食品では、鶏肉の燻製、炭火焼などに柚子胡椒を加えているものが、九州を中心に製造、販売されている。
また、以下のようなスナック菓子やチョコレート菓子も販売されている。スナック菓子は水分を減らす必要があるため、ゆずパウダーや唐辛子パウダーを組み合わせて風味を出し、柚子胡椒は使っていないことが多い。
- 堅あげポテト ゆずこしょう味 - ポテトチップス、カルビー、期間限定[12]
- かっぱえびせん 柚子こしょう味 - カルビー、期間限定[13]
- プリッツ ゆずこしょう味 - 江崎グリコ、九州限定[14]
- カールスティック 柚子胡椒味 - 明治製菓、西日本限定[15]
- 亀田の柿の種柚子こしょう - 亀田製菓、期間限定[16]
- キットカット 柚子こしょう - ネスレ、九州限定[17]